# Trident (layout-engine)
Trident is de layout-engine die ontworpen is voor Internet Explorer. Trident werd ontwikkeld door Microsoft. Het werd voor het eerst gebruikt in versie 4 van Internet Explorer, die in 1997 uitkwam. Voor versies 7 en 8 van Internet Explorer zijn er grote delen van de engine gewijzigd om deze een betere ondersteuning te geven voor de webstandaarden en nieuwe functies toe te voegen.

## Versies
| Tridentversie     | MSHTML.dll-versie | Internet Explorer-versie | Kenmerken                                                                                   |
| ----------------- | ----------------- | ------------------------ | ------------------------------------------------------------------------------------------- |
| Geen versienummer | 4.0.x             | IE4                      | Eerste Tridentversie.                                                                       |
| Geen versienummer | 5.0.x             | IE5                      | Verbeterde CSS1.0 ondersteuning en grote veranderingen in CSS2 rendering.                   |
| Geen versienummer | 5.5.x             | IE5.5                    | Problemen verholpen in het verwerken van CSS.                                               |
| Geen versienummer | 6.0.x             | IE6                      | Verhielp de box model bug en voegde quirks mode met DTD-wisseling toe.                      |
| 3.1               | 7.0.x             | IE7                      | Verhielp veel CSS-renderproblemen en voegde gedeeltelijke PNG alfakanaal ondersteuning toe. |
| 4.0               | 8.0.x             | IE8                      | Eerste versie die de Acid2-test doorstaat.                                                  |
| 5.0               | 9.0.x             | IE9                      | Eerste versie die de Acid3-test doorstaat.                                                  |
| 6.0               | 10.0.x            | IE10                     |                                                                                             |
| 7.0               | 11.0.x            | IE11                     |                                                                                             |

## Gebruik
Naast dat de engine in alle Internet Explorer-versies vanaf 4.0 (uitgezonderd IE5 voor Mac OS en de mobiele versie) en bepaalde Windows-componenten wordt gebruikt, zijn er ook andere programma's gebaseerd op deze engine:
- AOL Instant Messenger 6.x
- EA Link
- Google Talk
- LimeWire
- Avant Browser
- Lunascape
- Maxthon
- Microsoft InfoPath
- Microsoft Encarta en vergelijkbare producten
- Microsoft Compiled HTML Help
- Microsoft Outlook
- Microsoft Outlook Express
- MSN Messenger
- Netscape 8
- RealNetworks
- Teega
- TomeRaider
- Valve Steam
- Windows Media Player

## Ondersteuning voor webstandaarden
Ook al heeft iedere nieuwe Trident-versie weer betere ondersteuning voor de webstandaarden, zoals de "standards-compliant mode" in Internet Explorer 6, toch ontbreken er nog steeds delen van de standaarden die gebruikt worden voor het opbouwen van webpagina's (zoals HTML en CSS). Zo waren er tot Internet Explorer 7 bugs in de float-margin-implementatie van de CSS 1-standaard. Vanaf Internet Explorer 8 wordt CSS 2.1 volledig ondersteund en een aantal CSS 3.0-attributen